# ترافيس إيرهارد
ترافيس إيرهارد هو لاعب هوكي الجليد كندي، ولد في 12 أبريل 1989 في كالغاري في كندا.

## وصلات خارجية
- ترافيس إيرهارد على موقع دوري الهوكي الوطني (الإنجليزية)
- ترافيس إيرهارد على موقع EliteProspects.com (الإنجليزية)
- ترافيس إيرهارد على موقع HockeyDB.com (الإنجليزية)